# Ixodes randrianasoloi
Ixodes randrianasoloi är en fästingart som beskrevs av Uilenberg och Harry Hoogstraal 1969. Ixodes randrianasoloi ingår i släktet Ixodes och familjen hårda fästingar.
Artens utbredningsområde är Madagaskar. Inga underarter finns listade i Catalogue of Life.